# Kvitfjell
Kvitfjell är en skidort i Ringebu kommun i Norge. Kvitfjell är en modern skidort och nästan 85 % av pisterna kan täckas med konstsnö. Utförsåkning sker på tre fjällsidor benämnda Öst, Väst och Varden. I området finns också 600 kilometer längdskidspår. Under olympiska vinterspelen 1994 anordnades störtlopp och super-G i Kvitfjell. Kvitfjell har även arrangerat många världscuptävlingar i alpin skidsport.

### Fotnoter
1. ↑  ”Norges hemliga skidorter”. Svenska dagbladet. 29 februari 2012. http://www.svd.se/norges-hemliga-skidorter. Läst 3 mars 2016.